# Gordon Barnhart

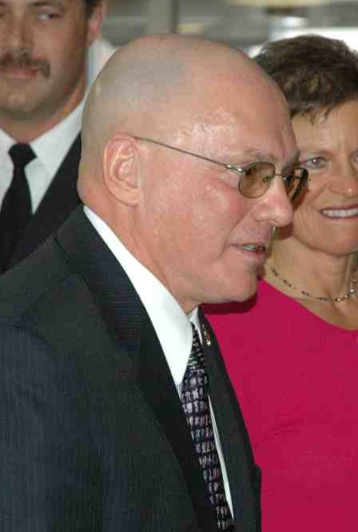
Gordon Barnhart

Gordon Leslie Barnhart, SOM (* 22. Januar 1945 in Saltcoats, Saskatchewan) ist ein kanadischer Historiker und Beamter. Von 2006 bis 2012 war er der Vizegouverneur der Provinz Saskatchewan und repräsentierte als solcher das Staatsoberhaupt, Königin Elisabeth II., auf Provinzebene.

## Biografie
Barnhart schloss 1967 sein Geschichtsstudium an der University of Saskatchewan ab und unterrichtete anschließend an einer Mittelschule in North Battleford. Von 1969 bis 1984 war er Verwaltungschef der Legislativversammlung von Saskatchewan (bei seinem Amtsantritt war er der jüngste in einem Parlament des Commonwealth). Auf Empfehlung des kanadischen Premierministers Brian Mulroney ernannte ihn Generalgouverneurin Jeanne Sauvé 1989 zum Verwaltungschef des kanadischen Senats (Clerk of the Senate). Nach fünf Jahren im Amt trat er zurück und promovierte 1998.
Von 2000 bis 2005 war Barnhart Sekretär der University of Saskatchewan und gab Vorlesungen in Geschichte, daneben war für mehrere staatliche Hilfsorganisationen tätig. 2001 veröffentlichte er die erste detaillierte Biografie von Thomas Walter Scott, dem ersten Premierminister Saskatchewans. 2004 folgte eine umfassende Sammlung von Biografien aller Premierminister dieser Provinz des 20. Jahrhunderts. Am 28. April 2006 gab Premierminister Stephen Harper die bevorstehende Ernennung Barnharts zum Vizegouverneur bekannt. Generalgouverneurin Michaëlle Jean nahm am 1. August 2006 die Vereidigung vor. Seine Amtszeit endete am 22. März 2012.

## Werke
- Peace, Progress and Prosperity: A Biography of Saskatchewan’s First Premier, T. Walter Scott. Canadian Plains Research Center, Regina 2000, ISBN 0-88977-142-1.
- Building for the Future: A photo journal of Saskatchewan's Legislative Building. Canadian Plains Research Center, Regina 2002, ISBN 0-88977-145-6.
- Saskatchewan Premiers of the Twentieth Century. Canadian Plains Research Center, Regina 2004, ISBN 0-88977-164-2.